# Urda: Third Reich
Az Urda: Third Reich (ウルダ; Uruda; Urda) japán CGI-animációs ONA animesorozat, amelyet Romanov Higa írt és rendezett. A történet 1943-ban a második világháború idején játszódik.
Az ötrészes sorozat egyenként 5 perces epizódjai 2002 májusa és 2003 májusa között kerültek bemutatásra. Japánban 2003. november 27-én jelent meg DVD-n a Marvelous Entertainment kiadásában. Az Egyesült Államokban a Media Blasters licencelte és az AnimeWorks jelentette meg DVD-n 2004. szeptember 14-én. Később a sorozatot egy közel fél órás filmmé „gyúrták össze”, amit a 2005-ös Tokiói Nemzetközi Filmfesztiválon mutattak be.

## Cselekmény
1943-ban a Náci Németország vesztésre áll a háborúban, azonban felfedeznek egy időutazásra képes űrhajót, amivel megváltoztathatják a háború kimenetelét. Az exkommandós Erna Kurtz, aki immár a Birodalom ellen kémkedik, az Urda-projekt nyomába ered. Rettenthetetlen barátja, Janet segítségével Ernának szembe kell néznie múltjával, hogy biztosíthassa jövőjét. Erna és Janet egy robogó vonatról kiszabadítanak egy lányt, Clist, akitől megtudják, hogy a jövőből érkezett és az Urda-projekthez nélkülözhetetlen személy. Grimhild Kurtz alezredes, a projekt vezetője és Erna „anyja” azonban foglyul ejti és az űrhajóhoz viszi őket, hogy megkezdje velük a projekt végrehajtását. Erna visszaemlékezik, hogy hogyan árulta el a Birodalmat és lett Janet társa. Clis elmondja, hogy mivel mesterségesen alkották meg, akárcsak Ernát, nincsenek szülei, ezért nem is akar visszatérni a jövőbe. Erna, Janet, Clis és a másik jövőből érkezett, Alan sikeresen átveszik az űrhajó feletti az irányítást és elmenekülnek. Grimhild Kurtz és a katonák üldözőbe veszik őket és hamar rájuk is bukkannak. A végső harc Erna és Grimhild között kezdetét veszi, közben az űrhajóval megnyitják a jövőbe vezető féreglyukat. Grimhild majdnem elbánik Ernával, Clist pedig arra kényszeríti, hogy állítsa át úgy a féreglyukat, hogy a múltba vigye vissza kettejüket. Grimhildet végül Erna és Alan megöli, Clist pedig beszippantja a féreglyuk, miközben az űrhajó megsemmisül. Ekkor kiderül, hogy Erna és Clis valójában ugyanaz a személy. A zárójelenetben Erna és Janet elégedetten veszi tudomásul, hogy Clis „erős lett” (utalva Ernára) és, hogy még egyszer találkozhatnak vele.

## Szereplők
| Szereplő        | Japán hang        | Angol hang       |
| --------------- | ----------------- | ---------------- |
| Erna Kurtz      | Kavatuma Miho     | Cindy Robinson   |
| Grimhild Kurtz  | Momidzsi          | Mona Marshall    |
| Clis            | Rinku Marimo      | Rebecca Forstadt |
| Janet Hunter    | Mido Nozomu       | Mami Maynard     |
| Alan            | Kirjú Hidzsiri    | Joshua Seth      |
| Herman          | Kavamura Tomohiro | N/A              |
| Waltrum/Baltram | Dorafudzsimoto    | Steve Kramer     |

## Epizódok
| # | Epizód címe                        | Első japán sugárzás |
| - | ---------------------------------- | ------------------- |
| 1 | Sors Schicksal                     | 2002. május 1.      |
| 2 | Múlt Vergangenheit                 | 2002. szeptember 2. |
| 3 | Urda                               | 2002. december 3.   |
| 4 | Jövő Zukunft                       | 2003. február 4.    |
| 5 | Ahogy múlik az idő As Time Goes By | 2003. május 5.      |